# Freyburg (Unstrut)
Freyburg (Unstrut) je město v německé spolkové zemi Sasko-Anhaltsko se zhruba pěti tisíci obyvateli. Leží v údolí řeky Unstruty asi 45 km na západ od Lipska a 30 km na jih od Halle. Je střediskem vinařské oblasti Saale-Unstrut a místem spojeným s životem Friedricha Ludwiga Jahna, zakladatele německého turnerského hnutí.

## Dějiny
Plánovitému založení města na konci 12. století předcházela stavba hradu Neuenburgu na blízkém ostrohu nad řekou Unstrutou kolem roku 1090. První písemná zmínka Freyburgu samotného pochází z roku 1203. Mezi lety 1220 a 1230 byla zahájena výstavba kostela Marienkirche. Roku 1261 obdržel Freyburg městská práva. V druhé polovině 14. století započala výstavba městských hradeb, které se z velké části dochovaly do současné doby. Během třicetileté války bylo město vydrancováno nejprve císařskými a po saské změně stran následně i švédskými jednotkami. Splavnění řeky Unstruty koncem osmnáctého století otevřelo regionálním produktům vzdálenější trhy. Freyburg díky tomu získal novou cestu k prodeji místního vápence. Po prohrané bitvě u Lipska roku 1813 využil Napoleon Freyburg k přechodu řeky Unstruty při ústupu své armády. Friedrich Ludwig Jahn přišel do města v roce 1825 a s výjimkou let 1828 až 1835 (nucený pobyt v Kölledě) zde žil až do své smrti roku 1852. Rokem 1856 započala ve městě výroba sektu nesoucího od konce devatenáctého století dodnes užívané jméno Rotkäppchen. Roku 1867 byl Freyburg pruskými úřady vybrán k otestování fotogrammetrické metody prosazované Albrechtem Meydenbauerem, který k tomu použil jím vyvinutý fotogrammetrický přístroj (fotoaparát specializovaný na měření), první svého druhu na světě.

## Galerie

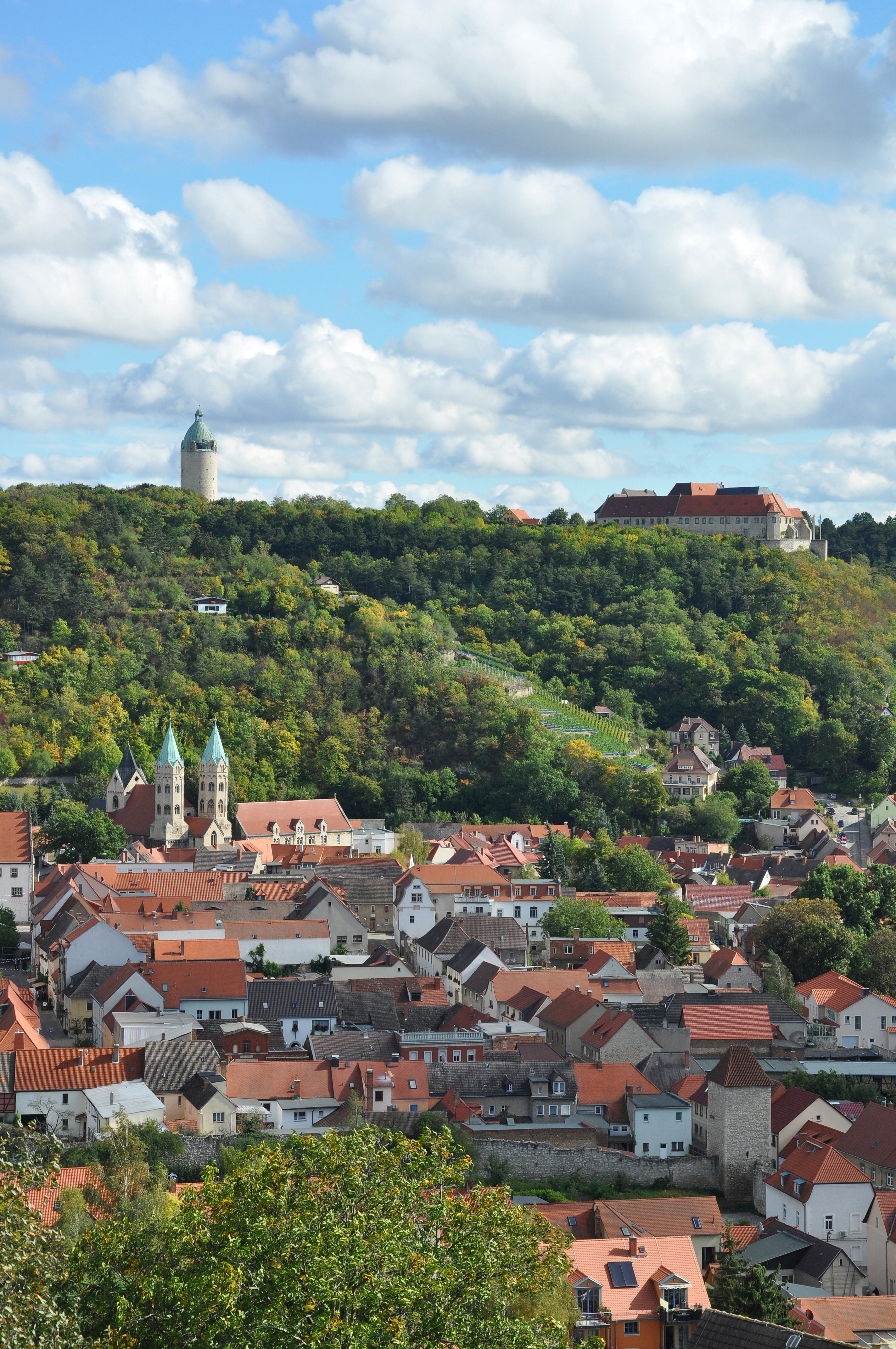
Nad městem se zvedá hrad Neuenburg
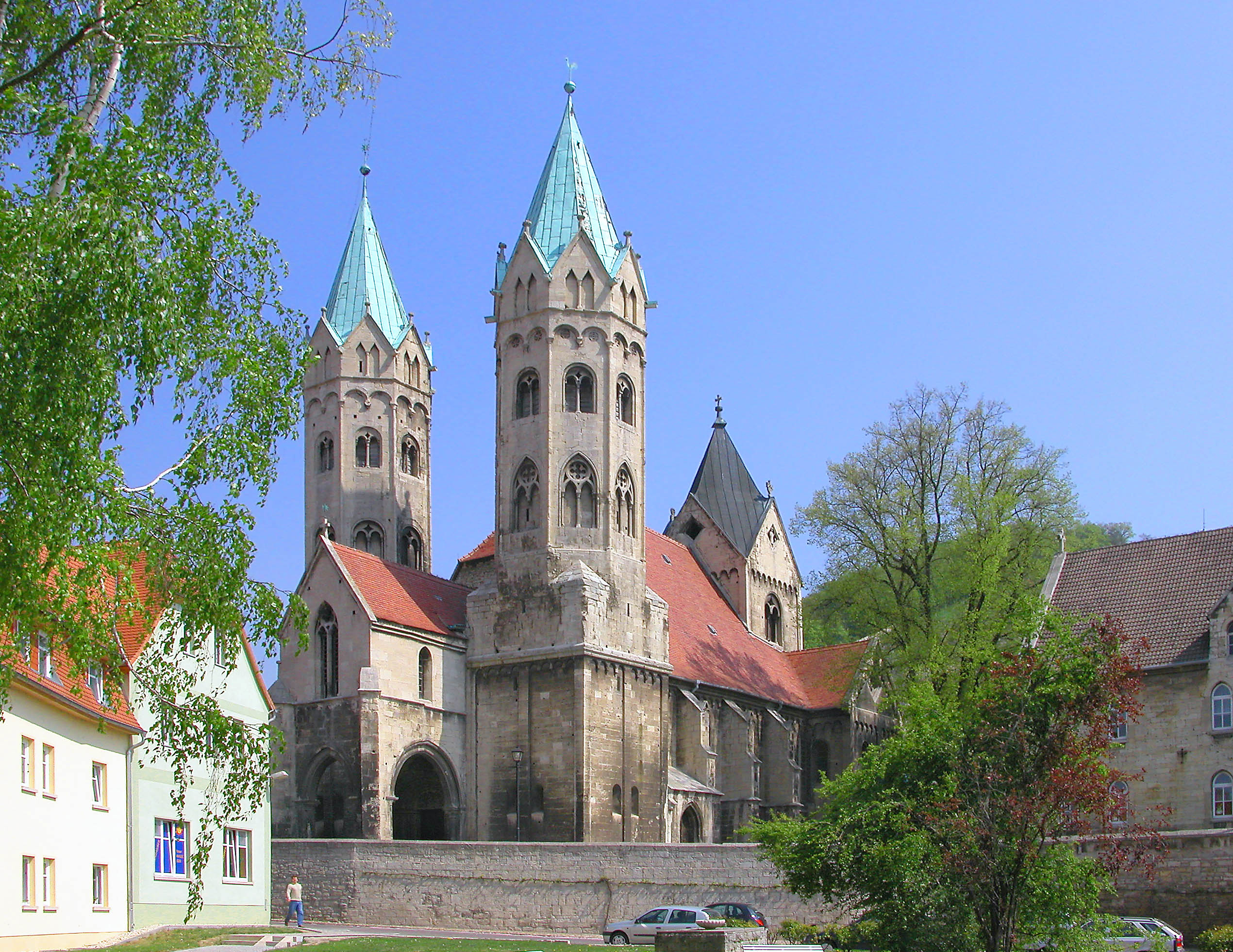
Původně románský, později goticky přestavěný kostel Marienkirche
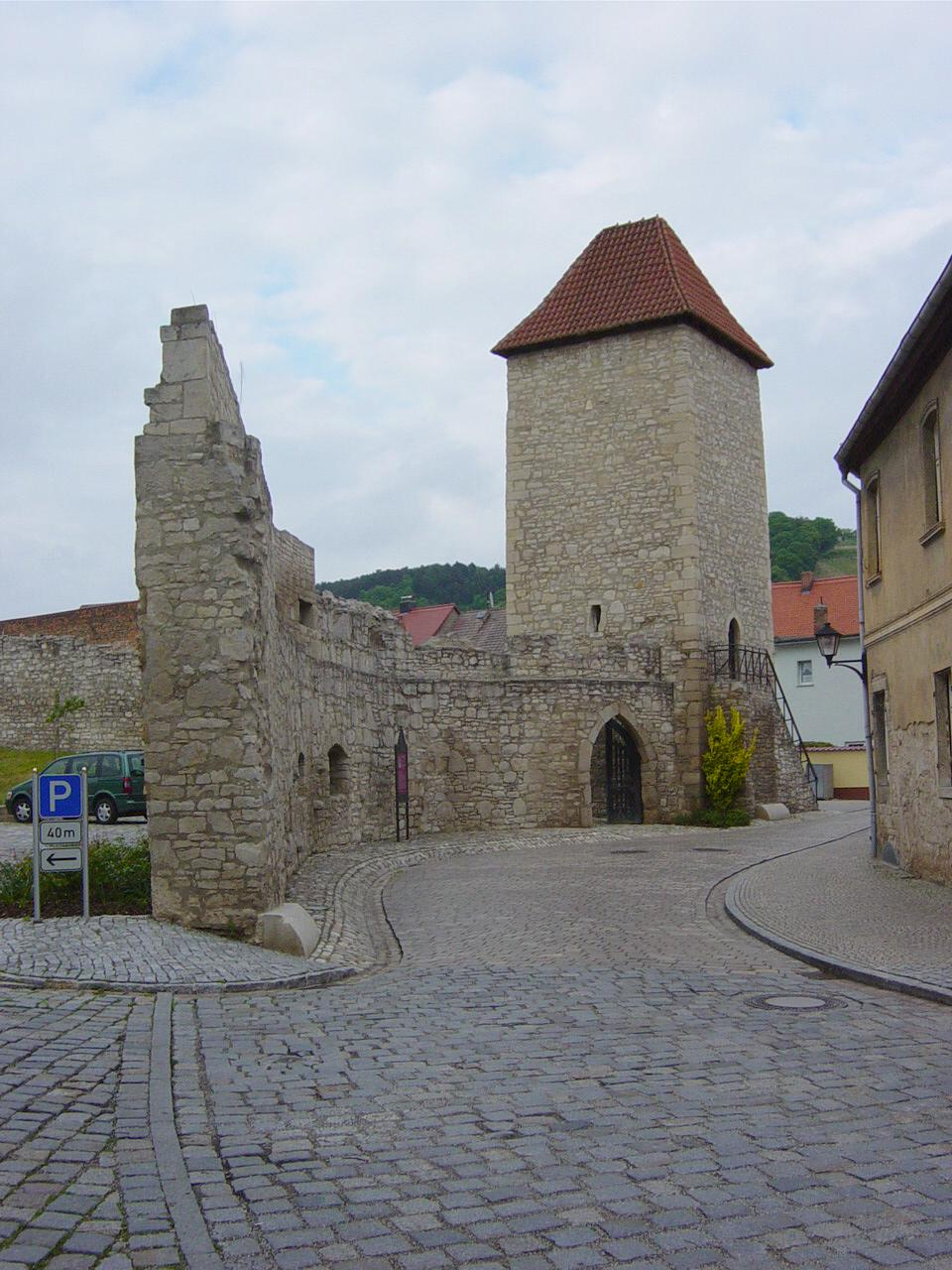
Zachovaná část opevnění s bránou Eckstädter Tor
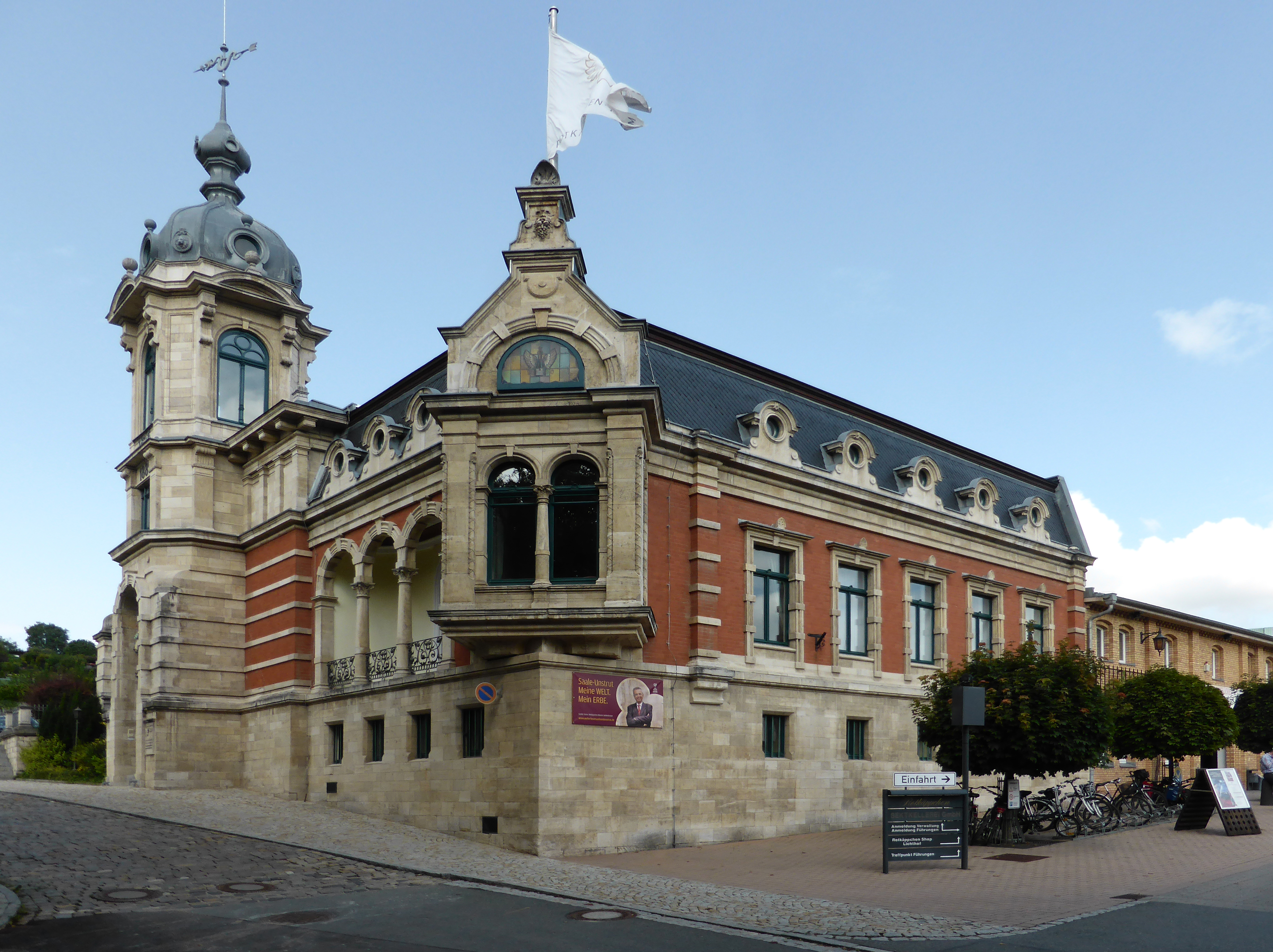
Historická budova Rotkäppchen Sektkellerei